# Interlands Zuid-Afrikaans voetbalelftal 2020-2029
Deze pagina toont een chronologisch en gedetailleerd overzicht van de interlands die het Zuid-Afrikaans voetbalelftal speelt en heeft gespeeld in de periode 2020 – 2029.

## Interlands

### 2020
|                                                                        |                  |       |                      |                                                                         |
| 8 oktober Vriendschappelijk № 409 «onderlinge duels» 18:00 uur (UTC+2) | Zuid-Afrika      | 1 – 1 | Namibië              | Royal Bafokengstadion, Rustenburg Scheidsrechter: Norman Matemera (ZIM) |
| 8 oktober Vriendschappelijk № 409 «onderlinge duels» 18:00 uur (UTC+2) | Luther Singh 18' |       | 55' Absalom Iimbondi | Royal Bafokengstadion, Rustenburg Scheidsrechter: Norman Matemera (ZIM) |

|                                                                         |                  |       |                                      |                                                                          |
| 11 oktober Vriendschappelijk № 410 «onderlinge duels» 15:00 uur (UTC+2) | Zuid-Afrika      | 1 – 2 | Zambia                               | Royal Bafokengstadion, Rustenburg Scheidsrechter: Thulani Sibandze (SWA) |
| 11 oktober Vriendschappelijk № 410 «onderlinge duels» 15:00 uur (UTC+2) | Keagan Dolly 66' |       | 78' Kelvin Kampamba 82' Chaniza Zulu | Royal Bafokengstadion, Rustenburg Scheidsrechter: Thulani Sibandze (SWA) |

|                                                                                     |                                          |       |                      |                                                                     |
| 13 november AK 2021 kwalificatie Groep C № 411 «onderlinge duels» 21:00 uur (UTC+2) | Zuid-Afrika                              | 2 – 0 | Sao Tomé en Principe | Moses Mabhidastadion, Durban Scheidsrechter: Thulani Sibandze (SWA) |
| 13 november AK 2021 kwalificatie Groep C № 411 «onderlinge duels» 21:00 uur (UTC+2) | Percy Tau 55' (pen.) Bongani Zungu 90+1' |       |                      | Moses Mabhidastadion, Durban Scheidsrechter: Thulani Sibandze (SWA) |

|                                                                                   |                       |       |                                                               | |
| 16 november AK 2021 kwalificatie Groep C № 412 «onderlinge duels» 15:00 uur (UTC) | Sao Tomé en Principe  | 2 – 4 | Zuid-Afrika                                                   | Nelson Mandelabaaistadion, Port Elizabeth/Gqeberha (Zuid-Afrika) Scheidsrechter: Tawel Camara Younoussa (GUI) |
| 16 november AK 2021 kwalificatie Groep C № 412 «onderlinge duels» 15:00 uur (UTC) | Jocy 12' Harramiz 75' |       | 39' Themba Zwane 70' Percy Tau 87' Themba Zwane 88' Percy Tau | Nelson Mandelabaaistadion, Port Elizabeth/Gqeberha (Zuid-Afrika) Scheidsrechter: Tawel Camara Younoussa (GUI) |

### 2021
|                                                                                  |               |       |                    |                                                                       |
| 25 maart AK 2021 kwalificatie Groep C № 413 «onderlinge duels» 18:00 uur (UTC+2) | Zuid-Afrika   | 1 – 1 | Ghana              | FNB Stadium, Johannesburg Scheidsrechter: Bamlak Tessema Weyesa (ETH) |
| 25 maart AK 2021 kwalificatie Groep C № 413 «onderlinge duels» 18:00 uur (UTC+2) | Percy Tau 51' |       | 49' Mohammed Kudus | FNB Stadium, Johannesburg Scheidsrechter: Bamlak Tessema Weyesa (ETH) |

|                                                                                  |                                             |       |             |                                                                            |
| 28 maart AK 2021 kwalificatie Groep C № 414 «onderlinge duels» 18:00 uur (UTC+2) | Soedan                                      | 2 – 0 | Zuid-Afrika | Al-Hilalstadion, Omdurman Scheidsrechter: Helder Martins de Carvalho (ANG) |
| 28 maart AK 2021 kwalificatie Groep C № 414 «onderlinge duels» 18:00 uur (UTC+2) | Saifeldin Bakhit 5' Mohamed Abdelrahman 32' |       |             | Al-Hilalstadion, Omdurman Scheidsrechter: Helder Martins de Carvalho (ANG) |

|                                                                      |                                                                    |       |                                  |                                                                  |
| 10 juni Vriendschappelijk № 415 «onderlinge duels» 18:00 uur (UTC+2) | Zuid-Afrika                                                        | 3 – 2 | Oeganda                          | Orlandostadion, Johannesburg Scheidsrechter: Audrick Nkole (ZAM) |
| 10 juni Vriendschappelijk № 415 «onderlinge duels» 18:00 uur (UTC+2) | Evidence Makgopa 62' Bongokuhle Hlongwane 67' Evidence Makgopa 83' |       | 17' Ibrahim Orit 89' Lamala Abdu | Orlandostadion, Johannesburg Scheidsrechter: Audrick Nkole (ZAM) |

| COSAFA Cup 2021 |
| --------------- |

|                                                                           |                          |       |          |                                                                                           |
| 6 juli COSAFA Cup 2021 Groep A № 416 «onderlinge duels» 17:00 uur (UTC+2) | Zuid-Afrika              | 1 – 0 | Botswana | Nelson Mandelabaaistadion, Port Elizabeth/Gqeberha Scheidsrechter: Brighton Chimene (ZIM) |
| 6 juli COSAFA Cup 2021 Groep A № 416 «onderlinge duels» 17:00 uur (UTC+2) | Kagiso Joseph Malinga 6' |       |          | Nelson Mandelabaaistadion, Port Elizabeth/Gqeberha Scheidsrechter: Brighton Chimene (ZIM) |

|                                                                           |                       |       |           |                                                                              |
| 8 juli COSAFA Cup 2021 Groep A № 417 «onderlinge duels» 15:00 uur (UTC+2) | Zuid-Afrika           | 1 – 0 | Swaziland | Wolfsonstadion, Port Elizabeth/Gqeberha Scheidsrechter: Wilson Muianga (MOZ) |
| 8 juli COSAFA Cup 2021 Groep A № 417 «onderlinge duels» 15:00 uur (UTC+2) | Thabang Sibanyoni 59' |       |           | Wolfsonstadion, Port Elizabeth/Gqeberha Scheidsrechter: Wilson Muianga (MOZ) |

|                                                                            |                                                                                  |       |         |                                                                                        |
| 13 juli COSAFA Cup 2021 Groep A № 418 «onderlinge duels» 15:00 uur (UTC+2) | Zuid-Afrika                                                                      | 4 – 0 | Lesotho | Nelson Mandelabaaistadion, Port Elizabeth/Gqeberha Scheidsrechter: Audrick Nkole (ZAM) |
| 13 juli COSAFA Cup 2021 Groep A № 418 «onderlinge duels» 15:00 uur (UTC+2) | Victor Letsoalo 5' Sphelele Mkhulise 20' Victor Letsoalo 44' Victor Letsoalo 57' |       |         | Nelson Mandelabaaistadion, Port Elizabeth/Gqeberha Scheidsrechter: Audrick Nkole (ZAM) |

|                                                                            |             |       |        |                                                                                           |
| 14 juli COSAFA Cup 2021 Groep A № 419 «onderlinge duels» 15:00 uur (UTC+2) | Zuid-Afrika | 0 – 0 | Zambia | Nelson Mandelabaaistadion, Port Elizabeth/Gqeberha Scheidsrechter: Brighton Chimene (ZIM) |
| 14 juli COSAFA Cup 2021 Groep A № 419 «onderlinge duels» 15:00 uur (UTC+2) |             |       |        | Nelson Mandelabaaistadion, Port Elizabeth/Gqeberha Scheidsrechter: Brighton Chimene (ZIM) |

|                                                                                 |                                                               |       |            |                                                                                           |
| 16 juli COSAFA Cup 2021 Halve finale № 420 «onderlinge duels» 17:00 uur (UTC+2) | Zuid-Afrika                                                   | 3 – 0 | Mozambique | Nelson Mandelabaaistadion, Port Elizabeth/Gqeberha Scheidsrechter: Brighton Chimene (ZIM) |
| 16 juli COSAFA Cup 2021 Halve finale № 420 «onderlinge duels» 17:00 uur (UTC+2) | Njabulo Ngcobo 24' Yusuf Maart 59' Victor Letsoalo 73' (pen.) |       |            | Nelson Mandelabaaistadion, Port Elizabeth/Gqeberha Scheidsrechter: Brighton Chimene (ZIM) |

|                                                                           |                                                                                       |              |                                                                                        |                                                                                        |
| 18 juli COSAFA Cup 2021 Finale № 421 «onderlinge duels» 15:30 uur (UTC+2) | Senegal                                                                               | 0 – 0 (n.v.) | Zuid-Afrika                                                                            | Nelson Mandelabaaistadion, Port Elizabeth/Gqeberha Scheidsrechter: Audrick Nkole (ZAM) |
| 18 juli COSAFA Cup 2021 Finale № 421 «onderlinge duels» 15:30 uur (UTC+2) |                                                                                       |              |                                                                                        | Nelson Mandelabaaistadion, Port Elizabeth/Gqeberha Scheidsrechter: Audrick Nkole (ZAM) |
| 18 juli COSAFA Cup 2021 Finale № 421 «onderlinge duels» 15:30 uur (UTC+2) | Strafschoppen                                                                         |              |                                                                                        | Nelson Mandelabaaistadion, Port Elizabeth/Gqeberha Scheidsrechter: Audrick Nkole (ZAM) |
| 18 juli COSAFA Cup 2021 Finale № 421 «onderlinge duels» 15:30 uur (UTC+2) | El Hadji Kane Albert Diene Falilou Fall Dominique Mendy Mohamed Ba Pape Seydou Ndiaye | 4 – 5        | Lebohang Maboe Siyethemba Sithebe Ethan Brooks Sifiso Ngobeni Veli Mothwa Nyiko Mobbie | Nelson Mandelabaaistadion, Port Elizabeth/Gqeberha Scheidsrechter: Audrick Nkole (ZAM) |

|  |  |  |  |  |  |  |  |  |

|                                                                                     |          |       |             |                                                                                       |
| 3 september WK 2022 kwalificatie Groep G № 422 «onderlinge duels» 15:00 uur (UTC+2) | Zimbabwe | 0 – 0 | Zuid-Afrika | National Sports Stadium, Harare Toeschouwers: 0 Scheidsrechter: Mahmoud Mohamed (EGY) |
| 3 september WK 2022 kwalificatie Groep G № 422 «onderlinge duels» 15:00 uur (UTC+2) |          |       |             | National Sports Stadium, Harare Toeschouwers: 0 Scheidsrechter: Mahmoud Mohamed (EGY) |

|                                                                                     |                          |       |       |                                                                                         |
| 6 september WK 2022 kwalificatie Groep G № 423 «onderlinge duels» 18:00 uur (UTC+2) | Zuid-Afrika              | 1 – 0 | Ghana | FNB Stadium, Johannesburg Toeschouwers: 0 Scheidsrechter: Derrick Kasokota Kafuli (ZAM) |
| 6 september WK 2022 kwalificatie Groep G № 423 «onderlinge duels» 18:00 uur (UTC+2) | Bongokuhle Hlongwane 83' |       |       | FNB Stadium, Johannesburg Toeschouwers: 0 Scheidsrechter: Derrick Kasokota Kafuli (ZAM) |

|                                                                                   |                    |       |                                                               |                                                                                       |
| 9 oktober WK 2022 kwalificatie Groep G № 424 «onderlinge duels» 16:00 uur (UTC+3) | Ethiopië           | 1 – 3 | Zuid-Afrika                                                   | Bahir Dar Stadion, Bahir Dar Toeschouwers: 0 Scheidsrechter: Shuhoub Abdulbasit (LBY) |
| 9 oktober WK 2022 kwalificatie Groep G № 424 «onderlinge duels» 16:00 uur (UTC+3) | Getaneh Kebede 67' |       | 45+1' Teboho Mokoena 71' Mothobi Mvala 90+1' Evidence Makgopa | Bahir Dar Stadion, Bahir Dar Toeschouwers: 0 Scheidsrechter: Shuhoub Abdulbasit (LBY) |

|                                                                                    |                           |       |          |                                                                  |
| 12 oktober WK 2022 kwalificatie Groep G № 425 «onderlinge duels» 18:00 uur (UTC+2) | Zuid-Afrika               | 1 – 0 | Ethiopië | FNB Stadium, Johannesburg Scheidsrechter: Georges Gatogato (BDI) |
| 12 oktober WK 2022 kwalificatie Groep G № 425 «onderlinge duels» 18:00 uur (UTC+2) | Getaneh Kebede 11' (e.d.) |       |          | FNB Stadium, Johannesburg Scheidsrechter: Georges Gatogato (BDI) |

|                                                                                     |                    |       |          |                                                                             |
| 11 november WK 2022 kwalificatie Groep G № 426 «onderlinge duels» 21:00 uur (UTC+2) | Zuid-Afrika        | 1 – 0 | Zimbabwe | FNB Stadium, Johannesburg Toeschouwers: 0 Scheidsrechter: Sadok Selmi (TUN) |
| 11 november WK 2022 kwalificatie Groep G № 426 «onderlinge duels» 21:00 uur (UTC+2) | Teboho Mokoena 26' |       |          | FNB Stadium, Johannesburg Toeschouwers: 0 Scheidsrechter: Sadok Selmi (TUN) |

|                                                                                   |                |       |             |                                                                                               |
| 14 november WK 2022 kwalificatie Groep G № 427 «onderlinge duels» 21:00 uur (UTC) | Ghana          | 1 – 0 | Zuid-Afrika | Cape Coast Sportstadion, Cape Coast Toeschouwers: 5.000 Scheidsrechter: Maguette Ndiaye (SEN) |
| 14 november WK 2022 kwalificatie Groep G № 427 «onderlinge duels» 21:00 uur (UTC) | André Ayew 33' |       |             | Cape Coast Sportstadion, Cape Coast Toeschouwers: 5.000 Scheidsrechter: Maguette Ndiaye (SEN) |

### 2022
|                                                                       |             |       |        |                                                                     |
| 25 maart Vriendschappelijk № 428 «onderlinge duels» 18:00 uur (UTC+1) | Zuid-Afrika | 0 – 0 | Guinee | Guldensporenstadion, Kortrijk Scheidsrechter: Allard Lindhout (NED) |
| 25 maart Vriendschappelijk № 428 «onderlinge duels» 18:00 uur (UTC+1) |             |       |        | Guldensporenstadion, Kortrijk Scheidsrechter: Allard Lindhout (NED) |

|                                                                       | |       |             | |
| 29 maart Vriendschappelijk № 429 «onderlinge duels» 21:15 uur (UTC+2) | Frankrijk                                                                                                  | 5 – 0 | Zuid-Afrika | Stade Pierre-Mauroy, Villeneuve-d'Ascq Toeschouwers: 48.120 Scheidsrechter: Sandro Schärer (SUI) Video-assistent: Alessandro Dudic (SUI) |
| 29 maart Vriendschappelijk № 429 «onderlinge duels» 21:15 uur (UTC+2) | Kylian Mbappé 23' Olivier Giroud 34' Kylian Mbappé 76' (pen.) Wissam Ben Yedder 82' Mattéo Guendouzi 90+2' |       |             | Stade Pierre-Mauroy, Villeneuve-d'Ascq Toeschouwers: 48.120 Scheidsrechter: Sandro Schärer (SUI) Video-assistent: Alessandro Dudic (SUI) |

|                                                                                |                                          |       |                |                                                                |
| 9 juni AK 2023 kwalificatie Groep K № 430 «onderlinge duels» 21:00 uur (UTC+1) | Marokko                                  | 2 – 1 | Zuid-Afrika    | Stade Moulay Abdallah, Rabat Scheidsrechter: Sadok Selmi (TUN) |
| 9 juni AK 2023 kwalificatie Groep K № 430 «onderlinge duels» 21:00 uur (UTC+1) | Youssef En-Nesyri 51' Ayoub El Kaabi 88' |       | 8' Lyle Foster | Stade Moulay Abdallah, Rabat Scheidsrechter: Sadok Selmi (TUN) |

|                                                 |             |             |          |                           |
| 13 juni AK 2023 kwalificatie «onderlinge duels» | Zuid-Afrika | Geannuleerd | Zimbabwe | FNB Stadium, Johannesburg |
| 13 juni AK 2023 kwalificatie «onderlinge duels» |             |             |          | FNB Stadium, Johannesburg |

| COSAFA Cup 2022 |
| --------------- |

|                                                                                | |              |                                                                              |                                                                             |
| 13 juli COSAFA Cup 2022 Kwartfinale № 431 «onderlinge duels» 17:00 uur (UTC+2) | Zuid-Afrika                                                                                               | 0 – 0 (n.v.) | Mozambique                                                                   | Koning Zwelithinistadion, Durban Scheidsrechter: Retselisitsoe Molise (LES) |
| 13 juli COSAFA Cup 2022 Kwartfinale № 431 «onderlinge duels» 17:00 uur (UTC+2) | |              |                                                                              | Koning Zwelithinistadion, Durban Scheidsrechter: Retselisitsoe Molise (LES) |
| 13 juli COSAFA Cup 2022 Kwartfinale № 431 «onderlinge duels» 17:00 uur (UTC+2) | Strafschoppen                                                                                             |              |                                                                              | Koning Zwelithinistadion, Durban Scheidsrechter: Retselisitsoe Molise (LES) |
| 13 juli COSAFA Cup 2022 Kwartfinale № 431 «onderlinge duels» 17:00 uur (UTC+2) | Selaelo Rasebotja Antonio Van Wyk Rowan Human Athenkosi Mcaba Kegan Johannes Zuko Mdunyelwa Siyanda Msani | 4 – 5        | Edmilson Dove Nené Telinho Ifren Matola Danilo Muzé Shaquille Nangy Lau King | Koning Zwelithinistadion, Durban Scheidsrechter: Retselisitsoe Molise (LES) |

|                                                                                                 |                                    |       |                                        |                                                                   |
| 15 juli COSAFA Cup 2022 Verliezersronde Halve finale № 432 «onderlinge duels» 12:00 uur (UTC+2) | Madagaskar                         | 1 – 2 | Zuid-Afrika                            | Sugar Ray Xulustadion, Durban Scheidsrechter: Jose Chitumba (ANG) |
| 15 juli COSAFA Cup 2022 Verliezersronde Halve finale № 432 «onderlinge duels» 12:00 uur (UTC+2) | Solomampionona Razafindranaivo 87' |       | 22' Keletso Sifama 85' Chumani Butsaka | Sugar Ray Xulustadion, Durban Scheidsrechter: Jose Chitumba (ANG) |

|                                                                                              |                                           |       |                   |                                                                          |
| 17 juli COSAFA Cup 2022 Wedstrijd om de 5e plaats № 433 «onderlinge duels» 11:00 uur (UTC+2) | Zuid-Afrika                               | 2 – 1 | Botswana          | Sugar Ray Xulustadion, Durban Scheidsrechter: Abdou Mmadi Mohammed (COM) |
| 17 juli COSAFA Cup 2022 Wedstrijd om de 5e plaats № 433 «onderlinge duels» 11:00 uur (UTC+2) | Antonio Van Wyk 34' Selaelo Rasebotja 80' |       | 90+3' Thato Kebue | Sugar Ray Xulustadion, Durban Scheidsrechter: Abdou Mmadi Mohammed (COM) |

|  |  |  |  |  |  |  |  |  |

|                                                                           |                                                                           |       |              |                                                                                 |
| 24 september Vriendschappelijk № 434 «onderlinge duels» 15:00 uur (UTC+2) | Zuid-Afrika                                                               | 4 – 0 | Sierra Leone | FNB Stadium, Johannesburg Toeschouwers: 168 Scheidsrechter: Janny Sikazwe (ZAM) |
| 24 september Vriendschappelijk № 434 «onderlinge duels» 15:00 uur (UTC+2) | Themba Zwane 33' Mihlali Mayambela 49' Themba Zwane 64' Aubrey Modiba 72' |       |              | FNB Stadium, Johannesburg Toeschouwers: 168 Scheidsrechter: Janny Sikazwe (ZAM) |

|                                                                           |                    |       |          |                                                                                    |
| 27 september Vriendschappelijk № 435 «onderlinge duels» 18:00 uur (UTC+2) | Zuid-Afrika        | 1 – 0 | Botswana | FNB Stadium, Johannesburg Toeschouwers: 504 Scheidsrechter: Thulani Sibandze (SWA) |
| 27 september Vriendschappelijk № 435 «onderlinge duels» 18:00 uur (UTC+2) | Teboho Mokoena 38' |       |          | FNB Stadium, Johannesburg Toeschouwers: 504 Scheidsrechter: Thulani Sibandze (SWA) |

|                                                                          |                                                   |       |                       |                                                                                      |
| 17 november Vriendschappelijk № 436 «onderlinge duels» 20:30 uur (UTC+2) | Zuid-Afrika                                       | 2 – 1 | Mozambique            | Mbombelastadion, Mbombela Toeschouwers: 11.280 Scheidsrechter: Lebalang Mokete (LES) |
| 17 november Vriendschappelijk № 436 «onderlinge duels» 20:30 uur (UTC+2) | Bongokuhle Hlongwane 57' Bongokuhle Hlongwane 60' |       | 14' Nelson Divrassone | Mbombelastadion, Mbombela Toeschouwers: 11.280 Scheidsrechter: Lebalang Mokete (LES) |

|                                                                          |                           |       |          |                                                                                  |
| 20 november Vriendschappelijk № 437 «onderlinge duels» 15:00 uur (UTC+2) | Zuid-Afrika               | 1 – 1 | Angola   | Mbombelastadion, Mbombela Toeschouwers: 8.230 Scheidsrechter: Joshua Bondo (BOT) |
| 20 november Vriendschappelijk № 437 «onderlinge duels» 15:00 uur (UTC+2) | Zakhele Lepasa 28' (pen.) |       | 20' Zini | Mbombelastadion, Mbombela Toeschouwers: 8.230 Scheidsrechter: Joshua Bondo (BOT) |

### 2023
|                                                                                  |                                        |       |                                                        |                                                                                              |
| 24 maart AK 2023 kwalificatie Groep K № 438 «onderlinge duels» 18:00 uur (UTC+2) | Zuid-Afrika                            | 2 – 2 | Liberia                                                | Orlandostadion, Johannesburg Toeschouwers: 7.000 Scheidsrechter: Bamlak Tessema Weyesa (ETH) |
| 24 maart AK 2023 kwalificatie Groep K № 438 «onderlinge duels» 18:00 uur (UTC+2) | Lyle Foster 11' (pen.) Lyle Foster 22' |       | 68' (e.d.) Bongokuhle Hlongwane 90+1' Mohammed Sangare | Orlandostadion, Johannesburg Toeschouwers: 7.000 Scheidsrechter: Bamlak Tessema Weyesa (ETH) |

|                                                                                |                   |       |                                          |                                                                                  |
| 28 maart AK 2023 kwalificatie Groep K № 439 «onderlinge duels» 16:00 uur (UTC) | Liberia           | 1 – 2 | Zuid-Afrika                              | Samuel Kanyon Doe Sportcomplex, Monrovia Scheidsrechter: Daniel Nii Laryea (GHA) |
| 28 maart AK 2023 kwalificatie Groep K № 439 «onderlinge duels» 16:00 uur (UTC) | William Jebor 35' |       | 19' Zakhele Lepasa 53' Mihlali Mayambela | Samuel Kanyon Doe Sportcomplex, Monrovia Scheidsrechter: Daniel Nii Laryea (GHA) |

|                                                                                 |                                    |       |                  |                                                                                            |
| 17 juni AK 2023 kwalificatie Groep K № 440 «onderlinge duels» 17:00 uur (UTC+2) | Zuid-Afrika                        | 2 – 1 | Marokko          | FNB Stadium, Johannesburg Toeschouwers: 56.000 Scheidsrechter: Alhadi Allaou Mahamat (TCD) |
| 17 juni AK 2023 kwalificatie Groep K № 440 «onderlinge duels» 17:00 uur (UTC+2) | Munir 5' (e.d.) Zakhele Lepasa 48' |       | 60' Hakim Ziyech | FNB Stadium, Johannesburg Toeschouwers: 56.000 Scheidsrechter: Alhadi Allaou Mahamat (TCD) |

| COSAFA Cup 2023 |
| --------------- |

|                                                                           |                 |       |                   |                                                                             |
| 5 juli COSAFA Cup 2023 Groep A № 441 «onderlinge duels» 18:00 uur (UTC+2) | Zuid-Afrika     | 1 – 1 | Namibië           | Koning Zwelithinistadion, Durban Scheidsrechter: Retselisitsoe Molise (LES) |
| 5 juli COSAFA Cup 2023 Groep A № 441 «onderlinge duels» 18:00 uur (UTC+2) | Rowan Human 48' |       | 43' Elmo Kambindu | Koning Zwelithinistadion, Durban Scheidsrechter: Retselisitsoe Molise (LES) |

|                                                                           |                                              |       |                           |                                                                         |
| 8 juli COSAFA Cup 2023 Groep A № 442 «onderlinge duels» 15:00 uur (UTC+2) | Zuid-Afrika                                  | 2 – 1 | Botswana                  | Koning Zwelithinistadion, Durban Scheidsrechter: Patrice Milazare (MRI) |
| 8 juli COSAFA Cup 2023 Groep A № 442 «onderlinge duels» 15:00 uur (UTC+2) | Iqraam Rayners 66' (pen.) Shaune Mogaila 68' |       | 63' Thatayaone Kgamanyane | Koning Zwelithinistadion, Durban Scheidsrechter: Patrice Milazare (MRI) |

|                                                                            |                                               |       |                      |                                                                          |
| 11 juli COSAFA Cup 2023 Groep A № 443 «onderlinge duels» 18:00 uur (UTC+2) | Zuid-Afrika                                   | 2 – 1 | Swaziland            | Prinses Magogostadion, Durban Scheidsrechter: Retselisitsoe Molise (LES) |
| 11 juli COSAFA Cup 2023 Groep A № 443 «onderlinge duels» 18:00 uur (UTC+2) | Tshegofatso Mabasa 76' Tshegofatso Mabasa 88' |       | 51' Bongwa Matsebula | Prinses Magogostadion, Durban Scheidsrechter: Retselisitsoe Molise (LES) |

|                                                                                 |                        |       |                                         |                                                                         |
| 14 juli COSAFA Cup 2023 Halve finale № 444 «onderlinge duels» 18:00 uur (UTC+2) | Zuid-Afrika            | 1 – 2 | Zambia                                  | Koning Zwelithinistadion, Durban Scheidsrechter: Keabetswe Dintwa (BOT) |
| 14 juli COSAFA Cup 2023 Halve finale № 444 «onderlinge duels» 18:00 uur (UTC+2) | Tshegofatso Mabasa 44' |       | 50' Golden Mashata 69' Albert Kangwanda | Koning Zwelithinistadion, Durban Scheidsrechter: Keabetswe Dintwa (BOT) |

|                                                                                 |                                                                      |       |                                                                         |                                                                             |
| 16 juli COSAFA Cup 2023 Troostfinale № 445 «onderlinge duels» 15:00 uur (UTC+2) | Malawi                                                               | 0 – 0 | Zuid-Afrika                                                             | Koning Zwelithinistadion, Durban Scheidsrechter: Retselisitsoe Molise (LES) |
| 16 juli COSAFA Cup 2023 Troostfinale № 445 «onderlinge duels» 15:00 uur (UTC+2) |                                                                      |       |                                                                         | Koning Zwelithinistadion, Durban Scheidsrechter: Retselisitsoe Molise (LES) |
| 16 juli COSAFA Cup 2023 Troostfinale № 445 «onderlinge duels» 15:00 uur (UTC+2) | Strafschoppen                                                        |       |                                                                         | Koning Zwelithinistadion, Durban Scheidsrechter: Retselisitsoe Molise (LES) |
| 16 juli COSAFA Cup 2023 Troostfinale № 445 «onderlinge duels» 15:00 uur (UTC+2) | Chawanangwa Kaonga Lawrence Chaziya Lloyd Aaron Christopher Kumwembe | 3 – 5 | Lyle Lakay Shaune Mogaila Iqraam Rayners Tshegofatso Mabasa Rowan Human | Koning Zwelithinistadion, Durban Scheidsrechter: Retselisitsoe Molise (LES) |

|  |  |  |  |  |  |  |  |  |

|                                                   |          |             |             |  |
| september AK 2023 kwalificatie «onderlinge duels» | Zimbabwe | Geannuleerd | Zuid-Afrika |  |
| september AK 2023 kwalificatie «onderlinge duels» |          |             |             |  |

|                                                                          |             |       |         |                                                                                            |
| 9 september Vriendschappelijk № 446 «onderlinge duels» 15:00 uur (UTC+2) | Zuid-Afrika | 0 – 0 | Namibië | Orlandostadion, Johannesburg Toeschouwers: 1.000 Scheidsrechter: Godfrey Nkhakananga (MAW) |
| 9 september Vriendschappelijk № 446 «onderlinge duels» 15:00 uur (UTC+2) |             |       |         | Orlandostadion, Johannesburg Toeschouwers: 1.000 Scheidsrechter: Godfrey Nkhakananga (MAW) |

|                                                                           |                 |       |                |                                                                                            |
| 12 september Vriendschappelijk № 447 «onderlinge duels» 17:00 uur (UTC+2) | Zuid-Afrika     | 1 – 0 | Congo-Kinshasa | Orlandostadion, Johannesburg Toeschouwers: 7.304 Scheidsrechter: Godfrey Nkhakananga (MAW) |
| 12 september Vriendschappelijk № 447 «onderlinge duels» 17:00 uur (UTC+2) | Lyle Foster 25' |       |                | Orlandostadion, Johannesburg Toeschouwers: 7.304 Scheidsrechter: Godfrey Nkhakananga (MAW) |

|                                                                         |             |       |           |                                                                      |
| 13 oktober Vriendschappelijk № 448 «onderlinge duels» 18:00 uur (UTC+2) | Zuid-Afrika | 0 – 0 | Swaziland | FNB Stadium, Johannesburg Scheidsrechter: Retselisitsoe Molise (LES) |
| 13 oktober Vriendschappelijk № 448 «onderlinge duels» 18:00 uur (UTC+2) |             |       |           | FNB Stadium, Johannesburg Scheidsrechter: Retselisitsoe Molise (LES) |

|                                                                       |                      |       |                 |                                                                                               |
| 17 oktober Vriendschappelijk № 449 «onderlinge duels» 19:00 uur (UTC) | Ivoorkust            | 1 – 1 | Zuid-Afrika     | Stade Félix Houphouët-Boigny, Abidjan Toeschouwers: 21.607 Scheidsrechter: Benoît Badot (BUR) |
| 17 oktober Vriendschappelijk № 449 «onderlinge duels» 19:00 uur (UTC) | Sébastien Haller 66' |       | 9' Themba Zwane | Stade Félix Houphouët-Boigny, Abidjan Toeschouwers: 21.607 Scheidsrechter: Benoît Badot (BUR) |

|                                                                               |                                  |       |                  |                                                                   |
| 18 november WK 2026 kwalificatie Groep C «onderlinge duels» 15:00 uur (UTC+2) | Zuid-Afrika                      | 2 – 1 | Benin            | Moses Mabhidastadion, Durban Scheidsrechter: Mahmood Ismail (SUD) |
| 18 november WK 2026 kwalificatie Groep C «onderlinge duels» 15:00 uur (UTC+2) | Percy Tau 2' Khuliso Mudau 45+2' |       | 70' Steve Mounié | Moses Mabhidastadion, Durban Scheidsrechter: Mahmood Ismail (SUD) |

|                                                                               |                                         |       |             |                                                    |
| 21 november WK 2026 kwalificatie Groep C «onderlinge duels» 15:00 uur (UTC+2) | Rwanda                                  | 2 – 0 | Zuid-Afrika | Stade Huye, Butare Scheidsrechter: Amin Omar (EGY) |
| 21 november WK 2026 kwalificatie Groep C «onderlinge duels» 15:00 uur (UTC+2) | Innocent Nshuti 12' Gilbert Mugisha 28' |       |             | Stade Huye, Butare Scheidsrechter: Amin Omar (EGY) |

### 2024
|                                                                   |             |       |         |                                                                                       |
| 10 januari Vriendschappelijk «onderlinge duels» 15:00 uur (UTC+2) | Zuid-Afrika | 0 – 0 | Lesotho | Lucas Moripestadion, Pretoria Toeschouwers: 0 Scheidsrechter: Thando Ndzandzeka (ZAF) |
| 10 januari Vriendschappelijk «onderlinge duels» 15:00 uur (UTC+2) |             |       |         | Lucas Moripestadion, Pretoria Toeschouwers: 0 Scheidsrechter: Thando Ndzandzeka (ZAF) |

| Afrikaans kampioenschap voetbal 2023 |
| ------------------------------------ |

|                                                                  |                                        |       |             | |
| 16 januari Afrika Cup Groep E «onderlinge duels» 20:00 uur (UTC) | Mali                                   | 2 – 0 | Zuid-Afrika | Amadou Gon Coulibalystadion, Korhogo Toeschouwers: 16.894 Scheidsrechter: Mohamed Adel (EGY) Video-assistent: Lahlou Benbraham (ALG) |
| 16 januari Afrika Cup Groep E «onderlinge duels» 20:00 uur (UTC) | Hamari Traoré 60' Lassine Sinayoko 66' |       |             | Amadou Gon Coulibalystadion, Korhogo Toeschouwers: 16.894 Scheidsrechter: Mohamed Adel (EGY) Video-assistent: Lahlou Benbraham (ALG) |

|                                                                  |                                                                           |       |         | |
| 21 januari Afrika Cup Groep E «onderlinge duels» 20:00 uur (UTC) | Zuid-Afrika                                                               | 4 – 0 | Namibië | Amadou Gon Coulibalystadion, Korhogo Toeschouwers: 9.304 Scheidsrechter: Youcef Gamouh (ALG) Video-assistent: Mustapha Ghorbal (ALG) |
| 21 januari Afrika Cup Groep E «onderlinge duels» 20:00 uur (UTC) | Percy Tau 14' (pen.) Themba Zwane 25' Themba Zwane 40' Thapelo Maseko 75' |       |         | Amadou Gon Coulibalystadion, Korhogo Toeschouwers: 9.304 Scheidsrechter: Youcef Gamouh (ALG) Video-assistent: Mustapha Ghorbal (ALG) |

|                                                                  |             |       |         | |
| 24 januari Afrika Cup Groep E «onderlinge duels» 17:00 uur (UTC) | Zuid-Afrika | 0 – 0 | Tunesië | Amadou Gon Coulibalystadion, Korhogo Toeschouwers: 12.847 Scheidsrechter: Issa Sy (SEN) Video-assistent: Dahane Beida (MTN) |
| 24 januari Afrika Cup Groep E «onderlinge duels» 17:00 uur (UTC) |             |       |         | Amadou Gon Coulibalystadion, Korhogo Toeschouwers: 12.847 Scheidsrechter: Issa Sy (SEN) Video-assistent: Dahane Beida (MTN) |

|                                                                         |         |                                           |             | |
| 30 januari Afrika Cup Achtste finale «onderlinge duels» 20:00 uur (UTC) | Marokko | 0 – 2                                     | Zuid-Afrika | Laurent Pokoustadion, San-Pédro Toeschouwers: 19.078 Scheidsrechter: Mahmood Ismail (SUD) Video-assistent: Daniel Nii Laryea (GHA) |
| 30 januari Afrika Cup Achtste finale «onderlinge duels» 20:00 uur (UTC) |         | 57' Evidence Makgopa 90+5' Teboho Mokoena |             | Laurent Pokoustadion, San-Pédro Toeschouwers: 19.078 Scheidsrechter: Mahmood Ismail (SUD) Video-assistent: Daniel Nii Laryea (GHA) |

|                                                                      |                                                               |              |                                                           | |
| 3 februari Afrika Cup Kwartfinale «onderlinge duels» 20:00 uur (UTC) | Kaapverdië                                                    | 0 – 0 (n.v.) | Zuid-Afrika                                               | Stade de Yamoussoukro, Yamoussoukro Toeschouwers: 12.162 Scheidsrechter: Jean Ngambo (COD) Video-assistent: Mahmoud Ashour (EGY) |
| 3 februari Afrika Cup Kwartfinale «onderlinge duels» 20:00 uur (UTC) |                                                               |              |                                                           | Stade de Yamoussoukro, Yamoussoukro Toeschouwers: 12.162 Scheidsrechter: Jean Ngambo (COD) Video-assistent: Mahmoud Ashour (EGY) |
| 3 februari Afrika Cup Kwartfinale «onderlinge duels» 20:00 uur (UTC) | Strafschoppen                                                 |              |                                                           | Stade de Yamoussoukro, Yamoussoukro Toeschouwers: 12.162 Scheidsrechter: Jean Ngambo (COD) Video-assistent: Mahmoud Ashour (EGY) |
| 3 februari Afrika Cup Kwartfinale «onderlinge duels» 20:00 uur (UTC) | Bebé Willy Semedo Laros Duarte Bryan Teixeira Patrick Andrade | 1 – 2        | Teboho Mokoena Zakhele Lepasa Aubrey Modiba Mothobi Mvala | Stade de Yamoussoukro, Yamoussoukro Toeschouwers: 12.162 Scheidsrechter: Jean Ngambo (COD) Video-assistent: Mahmoud Ashour (EGY) |

|                                                                       |                                                                            |              |                                                                 | |
| 7 februari Afrika Cup Halve finale «onderlinge duels» 17:00 uur (UTC) | Nigeria                                                                    | 1 – 1 (n.v.) | Zuid-Afrika                                                     | Stade Bouaké, Bouaké Toeschouwers: 31.227 Scheidsrechter: Amin Omar (EGY) Video-assistent: Lahlou Benbraham (ALG) |
| 7 februari Afrika Cup Halve finale «onderlinge duels» 17:00 uur (UTC) | William Troost-Ekong 67' (pen.)                                            |              | 90' (pen.) Teboho Mokoena                                       | Stade Bouaké, Bouaké Toeschouwers: 31.227 Scheidsrechter: Amin Omar (EGY) Video-assistent: Lahlou Benbraham (ALG) |
| 7 februari Afrika Cup Halve finale «onderlinge duels» 17:00 uur (UTC) | Strafschoppen                                                              |              |                                                                 | Stade Bouaké, Bouaké Toeschouwers: 31.227 Scheidsrechter: Amin Omar (EGY) Video-assistent: Lahlou Benbraham (ALG) |
| 7 februari Afrika Cup Halve finale «onderlinge duels» 17:00 uur (UTC) | Terem Moffi Kenneth Omeruo Ola Aina William Troost-Ekong Kelechi Iheanacho | 4 – 2        | Teboho Mokoena Mihlali Mayambela Evidence Makgopa Mothobi Mvala | Stade Bouaké, Bouaké Toeschouwers: 31.227 Scheidsrechter: Amin Omar (EGY) Video-assistent: Lahlou Benbraham (ALG) |

|                                                                        | |              | | |
| 10 februari Afrika Cup Troostfinale «onderlinge duels» 20:00 uur (UTC) | Zuid-Afrika                                                                                              | 0 – 0 (n.v.) | Congo-Kinshasa                                                                                        | Stade Félix Houphouët-Boigny, Abidjan Toeschouwers: 21.975 Scheidsrechter: Bamlak Tessema Weyesa (ETH) Video-assistent: Lahlou Benbraham (ALG) |
| 10 februari Afrika Cup Troostfinale «onderlinge duels» 20:00 uur (UTC) | |              | | Stade Félix Houphouët-Boigny, Abidjan Toeschouwers: 21.975 Scheidsrechter: Bamlak Tessema Weyesa (ETH) Video-assistent: Lahlou Benbraham (ALG) |
| 10 februari Afrika Cup Troostfinale «onderlinge duels» 20:00 uur (UTC) | Strafschoppen                                                                                            |              | | Stade Félix Houphouët-Boigny, Abidjan Toeschouwers: 21.975 Scheidsrechter: Bamlak Tessema Weyesa (ETH) Video-assistent: Lahlou Benbraham (ALG) |
| 10 februari Afrika Cup Troostfinale «onderlinge duels» 20:00 uur (UTC) | Teboho Mokoena Nkosinathi Sibisi Thabang Monare Aubrey Modiba Zakhele Lepasa Oswin Appollis Siyanda Xulu | 6 – 5        | Samuel Moutoussamy Omenuke Mfulu Cédric Bakambu Joris Kayembe Chancel Mbemba Yoane Wissa Meschak Elia | Stade Félix Houphouët-Boigny, Abidjan Toeschouwers: 21.975 Scheidsrechter: Bamlak Tessema Weyesa (ETH) Video-assistent: Lahlou Benbraham (ALG) |

|  |  |  |  |  |  |  |  |  |

|                                                                 |                   |       |                     |                                                                                     |
| 21 maart Vriendschappelijk «onderlinge duels» 22:00 uur (UTC+1) | Zuid-Afrika       | 1 – 1 | Andorra             | 19 mei 1956-stadion, Annaba Toeschouwers: 200 Scheidsrechter: Nabil Boukhalfa (ALG) |
| 21 maart Vriendschappelijk «onderlinge duels» 22:00 uur (UTC+1) | Elias Mokwana 25' |       | 6' Ricard Fernández | 19 mei 1956-stadion, Annaba Toeschouwers: 200 Scheidsrechter: Nabil Boukhalfa (ALG) |

|                                                                 |                                                          |       |                                                        |                                                                                         |
| 26 maart Vriendschappelijk «onderlinge duels» 22:00 uur (UTC+1) | Algerije                                                 | 3 – 3 | Zuid-Afrika                                            | Nelson Mandelastadion, Algiers Toeschouwers: 35.000 Scheidsrechter: Amir Loussaif (TUN) |
| 26 maart Vriendschappelijk «onderlinge duels» 22:00 uur (UTC+1) | Yassine Benzia 22' Yacine Brahimi 53' Yassine Benzia 70' |       | 34' Themba Zwane 45+5' Themba Zwane 66' Iqraam Rayners | Nelson Mandelastadion, Algiers Toeschouwers: 35.000 Scheidsrechter: Amir Loussaif (TUN) |

|                                                                          |                         |       |                  |                                                                                          |
| 7 juni WK 2026 kwalificatie Groep C «onderlinge duels» 20:00 uur (UTC+1) | Nigeria                 | 1 – 1 | Zuid-Afrika      | Godswill Akpabio Internationaal Stadion, Uyo Scheidsrechter: Alhadi Allaou Mahamat (TCD) |
| 7 juni WK 2026 kwalificatie Groep C «onderlinge duels» 20:00 uur (UTC+1) | Fisayo Dele-Bashiru 46' |       | 29' Themba Zwane | Godswill Akpabio Internationaal Stadion, Uyo Scheidsrechter: Alhadi Allaou Mahamat (TCD) |

|                                                                           |                                                         |       |                    |                                                                                  |
| 11 juni WK 2026 kwalificatie Groep C «onderlinge duels» 18:00 uur (UTC+2) | Zuid-Afrika                                             | 3 – 1 | Zimbabwe           | Vrystaat-stadion, Bloemfontein Scheidsrechter: Mohamed Maarouf Eid Mansour (EGY) |
| 11 juni WK 2026 kwalificatie Groep C «onderlinge duels» 18:00 uur (UTC+2) | Iqraam Rayners 1' Thapelo Morena 55' Thapelo Morena 76' |       | 2' Tawanda Chirewa | Vrystaat-stadion, Bloemfontein Scheidsrechter: Mohamed Maarouf Eid Mansour (EGY) |

| COSAFA Cup 2024 |
| --------------- |

|                                                                      |                     |       |                       |                                                                                            |
| 26 juni COSAFA Cup 2024 Groep A «onderlinge duels» 18:00 uur (UTC+2) | Zuid-Afrika         | 1 – 1 | Mozambique            | Nelson Mandelabaaistadion, Port Elizabeth/Gqeberha Scheidsrechter: Mohamed Athoumani (COM) |
| 26 juni COSAFA Cup 2024 Groep A «onderlinge duels» 18:00 uur (UTC+2) | Rushwin Dortley 39' |       | 65' Chamito Alfandega | Nelson Mandelabaaistadion, Port Elizabeth/Gqeberha Scheidsrechter: Mohamed Athoumani (COM) |

|                                                                      |             |       |          |                                                                               |
| 29 juni COSAFA Cup 2024 Groep A «onderlinge duels» 15:00 uur (UTC+2) | Zuid-Afrika | 0 – 0 | Botswana | Wolfsonstadion, Port Elizabeth/Gqeberha Scheidsrechter: Ahmad Heeralall (MRI) |
| 29 juni COSAFA Cup 2024 Groep A «onderlinge duels» 15:00 uur (UTC+2) |             |       |          | Wolfsonstadion, Port Elizabeth/Gqeberha Scheidsrechter: Ahmad Heeralall (MRI) |

|                                                                     |                      |       |           |                                                                                           |
| 2 juli COSAFA Cup 2024 Groep A «onderlinge duels» 15:00 uur (UTC+2) | Zuid-Afrika          | 1 – 0 | Swaziland | Nelson Mandelabaaistadion, Port Elizabeth/Gqeberha Scheidsrechter: Brighton Chimene (ZIM) |
| 2 juli COSAFA Cup 2024 Groep A «onderlinge duels» 15:00 uur (UTC+2) | Thabang Sibanyoni 3' |       |           | Nelson Mandelabaaistadion, Port Elizabeth/Gqeberha Scheidsrechter: Brighton Chimene (ZIM) |

|  |  |  |  |  |  |  |  |  |

|                                                                               |                                       |       |                                 |                                                                 |
| 6 september AK 2025 kwalificatie Groep K «onderlinge duels» 18:00 uur (UTC+2) | Zuid-Afrika                           | 2 – 2 | Oeganda                         | Orlandostadion, Johannesburg Scheidsrechter: Pierre Atcho (GAB) |
| 6 september AK 2025 kwalificatie Groep K «onderlinge duels» 18:00 uur (UTC+2) | Lyle Foster 14' Thalente Mbatha 90+5' |       | 51' Denis Omedi 53' Rogers Mato | Orlandostadion, Johannesburg Scheidsrechter: Pierre Atcho (GAB) |

|                                                                                |                                           |       |                                                               |                                                       |
| 10 september AK 2025 kwalificatie Groep K «onderlinge duels» 15:00 uur (UTC+2) | Zuid-Soedan                               | 2 – 3 | Zuid-Afrika                                                   | Jubastadion, Juba Scheidsrechter: Joseph Ogabor (NGR) |
| 10 september AK 2025 kwalificatie Groep K «onderlinge duels» 15:00 uur (UTC+2) | Tito Okello 15' (pen.) Valentino Yuel 57' |       | 17' Oswin Appollis 45+2' Oswin Appollis 90+5' Thalente Mbatha | Jubastadion, Juba Scheidsrechter: Joseph Ogabor (NGR) |

|                                                                              |                                                                                             |       |                   | |
| 11 oktober AK 2025 kwalificatie Groep K «onderlinge duels» 20:00 uur (UTC+2) | Zuid-Afrika                                                                                 | 5 – 0 | Congo-Brazzaville | Nelson Mandelabaaistadion, Port Elizabeth/Gqeberha Toeschouwers: 36.888 Scheidsrechter: Dahane Beida (MTN) |
| 11 oktober AK 2025 kwalificatie Groep K «onderlinge duels» 20:00 uur (UTC+2) | Teboho Mokoena 12' Teboho Mokoena 27' Bathusi Aubaas 37' Lyle Foster 52' Iqraam Rayners 78' |       |                   | Nelson Mandelabaaistadion, Port Elizabeth/Gqeberha Toeschouwers: 36.888 Scheidsrechter: Dahane Beida (MTN) |

|                                                                              |                        |       |                   |                                                                                 |
| 15 oktober AK 2025 kwalificatie Groep K «onderlinge duels» 17:00 uur (UTC+1) | Congo-Brazzaville      | 1 – 1 | Zuid-Afrika       | Stade Alphonse Massemba-Débat, Brazzaville Scheidsrechter: Mahmood Ismail (SUD) |
| 15 oktober AK 2025 kwalificatie Groep K «onderlinge duels» 17:00 uur (UTC+1) | Mons Bassouamina 45+3' |       | 33' Elias Mokwana | Stade Alphonse Massemba-Débat, Brazzaville Scheidsrechter: Mahmood Ismail (SUD) |

|                                                                               |         |                                            |             |                                                                                |
| 15 november AK 2025 kwalificatie Groep K «onderlinge duels» 15:00 uur (UTC+3) | Oeganda | 0 – 2                                      | Zuid-Afrika | Mandela Nationaal Stadion, Kampala Scheidsrechter: Alhadi Allaou Mahamat (TCD) |
| 15 november AK 2025 kwalificatie Groep K «onderlinge duels» 15:00 uur (UTC+3) |         | 49' Thapelo Morena 89' Patrick Maswanganyi |             | Mandela Nationaal Stadion, Kampala Scheidsrechter: Alhadi Allaou Mahamat (TCD) |

|                                                                               |                                                                     |       |             |                                                                 |
| 19 november AK 2025 kwalificatie Groep K «onderlinge duels» 14:00 uur (UTC+2) | Zuid-Afrika                                                         | 3 – 0 | Zuid-Soedan | Groenpuntstadion, Kaapstad Scheidsrechter: Adalbert Diouf (SEN) |
| 19 november AK 2025 kwalificatie Groep K «onderlinge duels» 14:00 uur (UTC+2) | Iqraam Rayners 7' Patrick Maswanganyi 22' Teboho Mokoena 50' (pen.) |       |             | Groenpuntstadion, Kaapstad Scheidsrechter: Adalbert Diouf (SEN) |

SAFA · A-internationals · Bondscoaches · Selecties · Statistieken · Zuid-Afrikaans vrouwenelftal · Olympisch elftal · Zuid-Afrika U21 · Zuid-Afrika U19 · Zuid-Afrika U17
1906 – 1919 ·
1920 – 1929 ·
1930 – 1939 ·
1940 – 1949 · 
1950 – 1959 · 
1960 – 1969 · 
1970 – 1979 · 
1980 – 1989 · 
1990 – 1999 · 
2000 – 2009 · 
2010 – 2019 ·
2020 − 2029
AC 1996 · 
AC 1998 · 
AC 2000 · 
AC 2002 · 
AC 2004 · 
AC 2006 · 
AC 2008 · 
AC 2013
WK 1998 · 
WK 2002 · 
WK 2010
OS 2000 ·
OS 2016 ·
OS 2020
1947 · 
1948–1949 · 
1950 · 
1951-1952 ·
1953 · 
1954 · 
1955 · 
1956–1991 · 
1992 · 
1993 · 
1994 · 
1995 · 
1996 · 
1997 · 
1998 · 
1999 · 
2000 · 
2001 · 
2002 · 
2003 · 
2004 · 
2005 · 
2006 · 
2007 · 
2008 · 
2009 · 
2010 · 
2011 · 
2012 · 
2013 · 
2014 · 
2015 · 
2016 ·
2017 ·
2018 ·
2019 ·
2020 ·
2021 ·
2022 ·
2023 ·
2024
Algerije ·
Andorra ·
Angola ·
Argentinië ·
Australië ·
Benin ·
Bolivia ·
Botswana ·
Brazilië ·
Bulgarije ·
Burkina Faso ·
Burundi ·
Canada ·
Centraal-Afrikaanse Republiek ·
Chili ·
Colombia ·
Comoren ·
Congo-Brazzaville ·
Congo-Kinshasa ·
Costa Rica ·
Denemarken ·
Duitsland ·
Ecuador ·
Egypte ·
Engeland ·
Equatoriaal-Guinea ·
Ethiopië ·
Frankrijk ·
Gabon ·
Gambia ·
Georgië ·
Ghana ·
Guatemala ·
Guinee ·
Guinee-Bissau ·
Honduras ·
Ierland ·
IJsland ·
Irak ·
Israël ·
Italië ·
Ivoorkust ·
Jamaica ·
Japan ·
Kaapverdië ·
Kameroen ·
Kenia ·
Lesotho ·
Liberia ·
Libië ·
Madagaskar ·
Malawi ·
Mali ·
Malta ·
Marokko ·
Mauritanië ·
Mauritius ·
Mexico ·
Mozambique ·
Namibië ·
Nederland ·
Nieuw-Zeeland ·
Niger ·
Nigeria ·
Noord-Korea ·
Noorwegen ·
Oeganda ·
Panama ·
Paraguay ·
Polen ·
Portugal ·
Rwanda ·
Saoedi-Arabië ·
Sao Tomé en Principe ·
Schotland ·
Senegal ·
Servië ·
Seychellen ·
Sierra Leone ·
Slovenië ·
Soedan ·
Spanje ·
Swaziland ·
Tanzania ·
Thailand ·
Trinidad en Tobago ·
Tsjaad ·
Tsjechië ·
Tunesië ·
Turkije ·
Uruguay ·
Verenigde Arabische Emiraten ·
Verenigde Staten ·
Zambia ·
Zimbabwe ·
Zuid-Soedan ·
Zweden
Frankrijk (2010) ·
Mexico (2010) ·
Paraguay (2002) · 
Slovenië (2002) · 
Spanje (2002) · 
Uruguay (2010)
CONMEBOL: Argentinië · Bolivia · Brazilië · Chili · Colombia · Ecuador · Paraguay · Peru · Uruguay · Venezuela

UEFA: Albanië · Andorra · Armenië · Azerbeidzjan · België · Bosnië en Herzegovina · Bulgarije · Cyprus · Denemarken · Duitsland · Engeland · Estland · Faeröer · Finland · Frankrijk · Georgië · Gibraltar · Griekenland · Hongarije · IJsland · Ierland · Israël · Italië · Kazachstan · Kosovo · Kroatië · Letland · Liechtenstein · Litouwen · Luxemburg · Malta · Moldavië · Montenegro · Nederland · Noord-Ierland · Noord-Macedonië · Noorwegen · Oekraïne · Oostenrijk · Polen · Portugal · Roemenië · Rusland · San Marino · Schotland · Servië · Slovenië · Slowakije · Spanje · Tsjechië · Turkije · Wales · Wit-Rusland · Zweden · Zwitserland

AFC: Australië · China · Irak · Iran · Japan · Libanon · Oezbekistan · Oman · Qatar · Saoedi-Arabië · Syrië · Verenigde Arabische Emiraten · Vietnam · Zuid-Korea

CAF: Algerije · Burkina Faso · Congo-Kinshasa · Egypte · Ghana · Ivoorkust · Kaapverdië · Kameroen · Mali · Marokko · Nigeria · Senegal · Tunesië · Zuid-Afrika

CONCACAF: Canada · Costa Rica · Curaçao · El Salvador · Honduras · Jamaica · Mexico · Panama · Suriname · Verenigde Staten

OFC: Nieuw-Zeeland